# AgMES
AgMES는 Agricultural Metadata Element Set(농업 메타데이터 구성 요소 세트)의 약자로, AgMES는 농업 정보 자원을 기술하기 위해 국제 연합 산하의 식량농업기구가 만든 메타데이터 표준이다. 이 표준은 농업, 산림, 어업, 식량 보호, 그리고 다른 연관된 분야에 있는 정보 자원들을 기술하기 위해 사용될 수 있는 구성 요소들의 집합이다.
정보장원의 여러 가지 다른 형태를 위한 다른 메타데이터 스키마가 많이 존재한다. 다음 목록은 그중에 몇 가지 예를 보여 준다.
- 문서와 유사한 정보 객체(Document-like Information Objects, DLIOs): 더블린 코어, 농업 메타데이터 구성 요소 세트(AgMES)
- 행사 :VCalendar
- 지리와 지역 정보: ISO 19115
- 사람들: Friend-of-a-friend (FOAF), vCard
- 식물 생산과 보호: Darwin Core (1.0 and 2.0) (DwC)

네임스페이스로서 AgMES는 듀블린 코어(Dublin Core)나 AGLS 같은 현재 이미 만들어진 표준 메타데이터 이름 공간으로부터, 농업에 특별히 적용되는 단어들과 개량을 위한, 농업분야만을 위한 확대를 포함하게 설계되었다.
논문, 글, 도서, 웹사이트, 잡지 등과 같은 '문서와 유사한 정보 객체'를 사용하기 때문에, AGMES는 위에서 언급한 그런 표준들과 공유하는 부분을 사용해야만 했다. AGMES는 정보교환의 수단을 설립함으로써, 농업 분야에 정보 자원들 사이에 공유를 증진시키고자 노력하고 있다.
문서와 유사한 정보 객체를 AgMes와 함께 기술한다는 점은 어느 다른 정보 시스템과도 쉽게 재사용할 수 있는 표준 방식안에서 AgMES의 특징과 내용들을 표출한다는 의미이다. 농업 분야에서 더 많은 연구소와 국제 기구들이 그들의 '문서와 유사한 정보 객체'를 AgMES 로 기술하면 할수록, 디지털 도서관이나 다른 농업 정보의 저장소 같은 정보 시스템들 사이에서 데이터를 더 쉽게 교환할 수 있다.

## 같이 보기
- 농업 온톨로지 서비스
- AGROVOC